# در تاریکی (فیلم ۲۰۱۸)
در تاریکی (به انگلیسی: In Darkness) یک فیلم مهیج آنگلو-آمریکایی به کارگردانی آنتونی برن و نویسندگی برن و ناتالی دورمر است. در این فیلم بازیگرانی همچون دورمر، اد اسکرین، امیلی راتایکوفسکی، جولی ریچاردسون، نیل مسکل و جیمز کازمو ایفای نقش می‌کنند. در تاریکی توسط ورتیکال انترتینمنت در تاریخ ۲۵ مه ۲۰۱۸ در ایالات متحده و ۶ ژوئیه ۲۰۱۸ در بریتانیا اکران شد.